# Europees Uitvoerend Agentschap onderwijs en cultuur
Het Europees Uitvoerend Agentschap onderwijs en cultuur (voorheen het Uitvoerend Agentschap Onderwijs, audiovisuele media en cultuur) of EACEA is een uitvoerend agentschap van de Europese Commissie gevestigd in Brussel, België. Het EACEA is verantwoordelijk voor onderdelen van de financieringsprogramma’s voor onderwijs, cultuur, media, sport, jeugd, burgerschap en humanitaire hulp. Het EACEA is operationeel sinds januari 2006.

## Organisatie
EACEA werkt onder de supervisie van 6 directoraten-generaal van de Europese Commissie: 
- Onderwijs, Jongerenzaken, Sport en Cultuur (DG EAC)
- Communicatienetwerken, inhoud en technologie (DG CNECT)
- Justitie en consumentenzaken (DG JUST)
- Internationale partnerschappen (DG INTPA)
- Europees nabuurschapsbeleid en uitbreidingsonderhandelingen (DG NEAR)
- Werkgelegenheid, sociale zaken en inclusie (DG EMPL)

Onder het langetermijnbudget (2021-2027) van de EU is EACEA verantwoordelijk voor delen van de volgende programma’s: 
- Erasmus+
- Creative Europe
- European Solidarity Corps
- Citizens, Equality, Rights and Values (CERV)
- Programma voor intra-Afrikaanse academische mobiliteit

EACEA is ook verantwoordelijk voor het Eurydice netwerk dat zorgt voor analyse en vergelijkbare data van Europese onderwijssystemen en -beleid en voor de Youth Wiki (een online encyclopedie over het jeugdbeleid in Europa). EACEA beheert ook nog projecten die gefinancierd werden tijdens de vorige programmaperiode (2014-2020). Sinds 1 februari 2023 is Sophie Beernaerts waarnemend directeur van het EACEA.